# Afrohaitianos
Los afrohaitianos son haitianos de ascendencia africana. En su mayoría son descendientes de esclavos traídos a la isla por Francia para trabajar en plantaciones. A partir de 2013, los afrohaitianos son el principal grupo étnico en Haití, y representan el 80 % de la población del país. El 20 % restante del país se compone de mulatos (mezcla de blanco y negro) y otros grupos menores (asiáticos, árabes, europeos).

## Orígenes
Los esclavos de Haití derivados de varias áreas, que abarcan desde Senegal hasta el Congo. La mayoría de estos esclavos procedían de [África Occidental], y un número considerable también procedía de [África Central]. Algunos de estos grupos incluyen los del antiguo reino Kongo, Benín (ewé, y Yoruba). Otros esclavos en Haití vinieron de Senegal, Guinea (importada por los españoles desde el siglo XVI y luego por los franceses), Sierra Leona, Costa de Barlovento, Angola, Camerún, Nigeria, Ghana y África del sudeste (como los bara miembros de la tribu de Madagascar, que llegaron a Haití en el siglo XVIII).

## Demografía
Aunque Haití tiene un promedio de aproximadamente 250 personas por kilómetro cuadrado (650 por milla cuadrada), su población se concentra principalmente en áreas urbanas, planicies costeras y valles. La población de Haití era de casi 9 800 000 personas según cálculos de la ONU en 2008, la mitad de cuya población era menor de 20 años de edad. El primer censo formal, llevado a cabo en 1950, mostraba una población de 3 100 000 personas.
Según  The World Factbook, el 80 % de los haitianos son principalmente de ascendencia africana; el 20 % restante de la población es en su mayoría de raza mixta y ancestros europeos, y varias otras etnias.

## Cultura
La cultura, la religión y la organización social son el resultado en Haití de un proceso de sincretismo entre las tradiciones francesa y africana, principalmente Dahomey-nigeriana. Una práctica cultural importante en Haití es vudú haitiano. Esto probablemente se originó en Benín, aunque hay elementos fuertes agregados del Congo de África Central y la cultura igbo de Nigeria, y muchas naciones africanas están representadas en la liturgia de Sèvis Lwa. Un elemento generalmente ignorado pero significativo es el de pueblo taíno, el pueblo indígena de La Española. Los taínos fueron influyentes en el sistema de creencias del vudú haitiano, especialmente en el culto de Petro, un grupo religioso sin contrapartida en el continente africano. Caracterizada por la adoración de loa, la secta tiene influencias del folklore nativo americano zemis. Toda la zona norte de Haití está influenciada por las prácticas del Congo. En el norte, a menudo se les llama Rito Congo o Lemba. En el sur, la influencia del Congo se llama Petwo (Petro). Muchos loa son de origen congoleño, como Basimbi y Lemba..
La poliginia persiste junto con los matrimonios católicos. Los bailes y algunas formas de recreación se vinculan con las actividades africanas. La preparación de frijoles se realiza al estilo de África Occidental. La literatura popular conserva fábulas y otras formas que se expresan en lengua vernácula. Las actividades económicas son típicas de la cultura occidental y la ropa tiende a ser europea, pero la bufanda que usan las mujeres en la cabeza es típica de la ropa que se usa en África occidental.
Se hablan dos idiomas en Haití. El francés se enseña en escuelas y es conocido por aproximadamente el 42 % de la población, pero hablado por una minoría de mulatos y negros, en Puerto Príncipe y otras ciudades. El criollo haitiano, con raíces en las lenguas francesa y africana, es un idioma con formas dialectales en diferentes regiones. Se habla en todo el país, pero se usa ampliamente en áreas rurales.
La música de Haití está fuertemente influenciada por los ritmos que vinieron de África con los esclavos. Dos de estos ritmos vienen directamente del puerto y del Congo. Un tercer ritmo, el «petro», desarrollado en la isla durante la época colonial. Todos son parte de los ritmos utilizados en las ceremonias de vudú. Estos ritmos han creado un estilo musical, rasin, donde la percusión es el instrumento musical más importante y, a pesar de estar estrechamente relacionado con la religión, se ha convertido en un tipo popular de música popular. Otro tipo de música, que surge espontáneamente de personas con instrumentos de mano, es dosubadou, un estilo musical que perdura hasta nuestros días. Actualmente, la música que se escucha en el género compas de Haití es un poco más suave que el merengue, y combina los ritmos del Congo con influencias europeas y caribeñas. Kompa es la versión más actual de este ritmo.